# Karin Ertl
Karin Ertl z domu Specht (ur. 23 czerwca 1974 w Immenstadt im Allgäu) – niemiecka lekkoatletka, wieloboistka, medalistka halowych mistrzostw świata i halowych mistrzostw Europy, dwukrotna olimpijka.

## Kariera sportowa
Zdobyła srebrny medal w siedmioboju na mistrzostwach Europy juniorów w 1993 w San Sebastián.
Startując w konkurencji seniorek zajęła 10. miejsce w pięcioboju na halowych mistrzostwach świata w 1995 w Barcelonie oraz 6. miejsce w tej konkurencji na halowych mistrzostwach Europy w 1996 w Sztokholmie.
Zdobyła brązowy medal w pięcioboju na halowych mistrzostwach Europy w 1998 w Walencji, przegrywając jedynie z Urszulą Włodarczyk z Polski i z Iriną Biełową z Rosji. Zajęła 7. miejsce w siedmioboju na mistrzostwach Europy w 1998 w Budapeszcie i 6. miejsce w tej konkurencji na mistrzostwach świata w 1999 w Sewilli.
Zwyciężyła w pięcioboju na halowych mistrzostwach Europy w 2000 w Gandawie, wyprzedzając Irinę Wostrikową z Rosji i Urszulę Włodarczyk. Zajęła 7. miejsce w siedmioboju na igrzyskach olimpijskich w 2000 w Sydney. Zdobyła brązowy medal w pięcioboju, za Natallą Sazanowicz z Białorusi i Jeleną Prochorową z Rosji na halowych mistrzostwach świata w 2001 w Lizbonie. Zajęła 5. miejsce w siedmioboju na mistrzostwach świata w 2001 w Edmonton.
Zwyciężyła indywidualnie i drużynowo w siedmioboju w pucharze Europy w wielobojach w 2002 w Bydgoszczy. Zajęła 17. miejsce w tej konkurencji na igrzyskach olimpijskich w 2004 w Atenach. Nie ukończyła siedmioboju na mistrzostwach świata w 2005 w Helsinkach. Zajęła 3. miejsce w sztafecie 4 × 100 metrów na światowych wojskowych igrzyskach sportowych w 2007 w Hajdarabadzie.
Ertl była mistrzynią Niemiec w siedmioboju w 1999 i 2001, wicemistrzynią w 1998 i brązową medalistką w 1997.

## Rekordy życiowe
Rekordy życiowe Ertl:
- siedmiobój – 6396 pkt (3–4 czerwca 2000, Götzis)[14]
- pięciobój (hala) – 4768 pkt (9 marca 2001, Lizbona)[15][16]